# Ngạc Nhĩ Thái
Ngạc Nhĩ Thái (chữ Hán: 鄂爾泰, tiếng Mãn: ᠣᡵᡨᠠᡳ, Möllendorff: Ortai; 1677 – 1745), tự Nghị Am (毅庵), là một triều thần nổi tiếng phục vụ hai triều vua Ung Chính (1722 – 1735) và Càn Long (1735 – 1796) thời nhà Thanh trong lịch sử Trung Quốc. Ông cai quản khu vực Tây Nam của nhà Thanh, Vân Quý (云贵, nay thuộc Vân Nam và Quý Châu) trong giai đoạn 1726 – 1731. Đồng thời, ông cũng là người chịu trách nhiệm dập tắt những cuộc nổi dậy của người Miêu.

## Thân thế
Ngạc Nhĩ Thái sinh vào năm Khang Hi thứ 16 (1677), là người Tây Lâm Giác La thị (西林觉罗氏, Silin Gioro) thuộc Mãn Châu Tương Lam Kỳ.

## Cuộc đời
Năm Khang Hi thứ 38 (1699), ông đậu Cử nhân (举人). Năm thứ 42 (1703), tập phong Tá lĩnh (佐領).
Năm thứ 55 (1716), ông nhậm chức Nội vụ phủ Viên ngoại lang (內務府員外郎).
Sau khi Ung Chính Đế lên ngôi, ông được Ung Chính Đế bổ nhiệm vào nhiều chức vụ khác nhau trong bộ máy cầm quyền ở địa phương nhằm thực thi nhiệm vụ quản lý các tỉnh miền Nam của Đế quốc Thanh.
Năm Ung Chính nguyên niên (1723), ông được bổ nhiệm làm Tổng đốc Vân Quý (总督云贵). Cùng với Lý Vệ và Đường Văn Kính, Ngạc Nhĩ Thái là một trong số các triều thần được Ung Chính Đế tin tưởng nhất, được ca tụng là "Mẫu mực Tổng đốc" (模范总督).
Năm thứ 10 (1732), ông được thăng làm Bảo Hòa điện Đại học sĩ (保和殿大学士) kiêm Binh bộ Thượng thư (兵部尚书), quản lý Quân cơ sự vụ.
Khi Ung Chính Đế hấp hối, ông là người hầu sự bên cạnh cũng như nhận di chiếu cùng Trương Đình Ngọc phụ chính Tân đế.
Càn Long Đế lên ngôi, ông được giao làm Tổng lý sự vụ (总理事务), gia hàm Thái bảo (太保). Ông được Càn Long Đế ca ngợi là Đệ nhất Đại phu của triều Thanh.
Năm Càn Long thứ 10 (1745), ông cáo bệnh từ quan, đích thân Càn Long Đế đến nhà hỏi thăm, lại gia hàm Thái phó (太傅).
Ông mất vào tháng 9 năm 1745 trong chuyến đi cùng với Càn Long Đế, hưởng thọ 68 tuổi. 　

## Các chức vụ đã từng đảm đương
- Tổng đốc Vân Quý (1723 – 1726).
- Đứng đầu Quân cơ xứ (1730 – 1740).
- Lĩnh ban Quân cơ đại thần và Thượng thư bộ Binh (1737).
- Đứng đầu Nội các (1737).

## Danh hiệu
- Tam công, Thái tử Thái bảo (太子太保) và Thái tử Thái phó (太子太傅)

## Gia quyến
- Tổ phụ: Đồ Ngạn Đột (图彦突), làm quan đến Hộ bộ Lang trung
- Phụ thân: Ngạc Bái (鄂拜), là Quốc tử Tế tửu.

### Chính thê
- Nguyên phối: Qua Nhĩ Giai thị (瓜尔佳氏), mất sớm.
- Kế thất: Mại thị (迈氏), con gái của Đại học sĩ kiêm Lại bộ Thượng thư Mại Trụ (迈柱). Bà cùng Ngạc Nhĩ Thái tình cảm cực tốt, sinh 6 con trai.

### Hậu duệ

#### Con trai
1. Ngạc Dung An (鄂容安). Làm tới chức Lưỡng Giang Tổng đốc (總督兩江) thời Càn Long. Chính thê là con gái Thông chính sứ Bác Nhĩ Đa (博尔多).
2. Ngạc Thật (鄂实). Làm tới chức Thống lĩnh (统领). Chính thê là con gái Tổng đốc Giang Nam Bổ Hi (补熙). Sau khi chính thê qua đời thì cưới con gái Đại học sĩ Cao Bân (高斌), là em gái của Tuệ Hiền Hoàng quý phi.
3. Ngạc Bật (鄂弼). Làm tới chức Tây An Tướng quân (西安将军). Chính thê là con gái Lĩnh thị vệ Nội đại thần Tín Dũng công Cáp Đạt Cáp (哈达哈), hậu duệ Phí Anh Đông.
4. Ngạc Ninh (鄂宁). Làm tới chức Vân Quý Tổng đốc (云贵总督). Chính thê là con gái Nội đại thần Hải Vọng (海望).
5. Ngạc Kỳ (鄂圻). Chính thê Hương quân, con gái thứ năm của Trang Khác Thân vương Dận Lộc.
6. Ngạc Mô (鄂谟). Chính thê là tôn nữ của Mại Trụ.

#### Con gái
Ông có 2 người con gái.